# Comuna Voikove, Zhurivka
Voikove (în ucraineană Войкове) este o comună în raionul Zhurivka, regiunea Kiev, Ucraina, formată din satele Sofiivka și Voikove (reședința).

## Demografie
Componența lingvistică a comunei Voikove
     Ucraineană (97,21%)
     Rusă (1,66%)
     Alte limbi (0,98%)
Conform recensământului din 2001, majoritatea populației comunei Voikove era vorbitoare de ucraineană (97,21%), existând în minoritate și vorbitori de rusă (1,66%).